# Kendriki Kerkyra ke Diapondia Nisia
Kendriki Kerkyra ke Diapondia Nisia (griechisch Κεντρική Κέρκυρα και Διαπόντια Νησιά) ist eine griechische Gemeinde auf der Insel Korfu und den Diapontischen Inseln Erikoussa, Mathraki und Othoni in der Region Ionische Inseln. Sie wurde 2019 aus acht Gemeindebezirken der 2011 geschaffenen Gemeinde Kerkyra gebildet. Verwaltungssitz ist der Hauptort Korfu.

## Verwaltungsgliederung
Die Gemeinde Kendriki Kerkyra ke Diapondia Nisia besteht aus acht Gemeindebezirken und ist weiter in 13 Stadtbezirke sowie 33 Ortsgemeinschaften untergliedert.
| Gemeindebezirke | griechischer Name                | Code   | Fläche (km²) | Einwohner 2011 | Stadtbezirke / Ortsgemeinschaften (Δημοτική / Τοπική Κοινότητα) | Lage |
| --------------- | -------------------------------- | ------ | ------------ | -------------- | --- | ---- |
| Achillio        | Δημοτική Ενότητα Αχιλλείων       | 320103 | 48,312       | 10.651         | Gastouri, Agios Prokopios, Agii Deka, Ano Garouna, Varypatades, Viros, Kalafationes, Kamara, Kastellani Mesi, Kato Garouna, Kouramades, Kynopiastes, Benitses, Stavros |      |
| Erikoussa       | Δημοτική Ενότητα Ερεικούσσης     | 320104 | 04,354       | 00496          | Errikousa |      |
| Feakes          | Δημοτική Ενότητα Φαιάκων         | 320115 | 54,564       | 06545          | Kato Korakiana, Agios Markos, Ano Korakiana, Zygos, Sgourades, Spartylas, Sokraki                                                                                      |      |
| Kerkyra         | Δημοτική Ενότητα Κερκυραίων      | 320101 | 41,341       | 39.674         | Korfu, Alepou, Evropouli, Kanali |      |
| Mathraki        | Δημοτική Ενότητα Μαθρακίου       | 320110 | 03,497       | 00329          | Mathraki, mit den unbewohnten Inseln Diakopo, Diaplo, Platia, Trachia, Psyllos ena                                                                                     |      |
| Othoni          | Δημοτική Ενότητα Οθωνών          | 320112 | 10,502       | 00392          | Othoni |      |
| Paleokastritsa  | Δημοτική Ενότητα Παλαιοκαστριτών | 320113 | 48,422       | 04068          | Lakones, Alimmatades, Gardelades, Doukades, Krini, Liapades, Makrades, Skripero                                                                                        |      |
| Parelii         | Δημοτική Ενότητα Παρελίων        | 320114 | 48,512       | 06403          | Kokkini, Agios Ioannis, Afra, Vatos, Giannades, Kanakades, Kombitsi, Marmaro, Pelekas, Sinarades                                                                       |      |
| Gesamt          | Gesamt                           | 3201   | 259,504      | 68.558         | |      |